# Matej Podlogar
Matej Podlogar, slovenski nogometaš in trener, * 23. februar 1991, Ljubljana.
Podlogar je nekdanji profesionalni nogometaš, ki je igral na položaju napadalca ali vezista. V svoji karieri je igral za slovenske klube Interblock, Rudar Velenje, Celje, Triglav Kranj in Domžale, grško Lamio in poljsko Olimpio Grudziądz. Skupno je v prvi slovenski ligi odigral 322 tekem in dosegel 52 golov. Bil je tudi član slovenske reprezentance 21 let in reprezentance B.